# Rochester Hills
Rochester Hills ist eine Stadt in Oakland County im US-Bundesstaat Michigan. Die 85,3 km² große Stadt hatte im Jahr 2020 laut US Census Bureau 76.300 Einwohner. Die Stadt ist ein wohlhabender Vorort am nördlichen Rand der Metro Detroit.

## Geographie
Rochester Hills liegt etwa 40 km nördlich von Detroit entfernt. Nachbarstädte sind Rochester im Nordosten, Troy im Süden und Auburn Hills im Westen. 
Nach den Angaben des United States Census Bureaus hat die Stadt eine Gesamtfläche von 85,3 km², wovon 0,2 km² Gewässerflächen sind. Der 203 km lange River Rouge entspringt in Rochester Hills. Er mündet schließlich im Detroit River. Auf Gemeindegebiet sind noch Überreste des nur teilweise fertiggestellten Clinton-Kalamazoo-Kanals zu sehen.

## Geschichte
1835 wurde die Ortschaft als Avon Township gegründet. Rochester wurde 1869 innerhalb der Township als Village gegründet. 1966 sprachen sich die Einwohner von Rochester schließlich dafür aus, ihre Ortschaft als City zu verwalten. Dadurch mussten sie nicht mehr länger Vermögenssteuern an die Township zahlen. 
1967 wurde schließlich auch in Avon Township eine Petition eingereicht, um Stadtrechte zu erhalten. Drei verschiedene Gründungsurkunden wurden jedoch von den Wählern in den Jahren 1969, 1970 und 1971 abgelehnt. Rochester versuchte daraufhin, sich die Township anzueignen, was von der Michigan Boundary Commission einstimmig abgelehnt wurde. In der Folge wurde 1972 eine Petition eingereicht, die Avon Township mit Rochester zusammenlegen wollte. Diese wurde im April 1974 in Avon Township mit 350 Stimmen abgelehnt, während sie in Rochester mit 4 Stimmen Differenz angenommen wurde. 
Im Mai 1984 genehmigten die Wähler von Avon Township letztendlich eine Stadtgründungsurkunde. Am 20. November 1984 wurde die Township zur Stadt Rochester Hills. Jedoch gab es weiterhin Diskussionen über eine Fusion mit Rochester und 1987 wurden diese Pläne von den Wählern in beiden Städten deutlich abgelehnt.

## Wirtschaft
Der weltweit agierende Automobilzulieferer DURA Automotive Systems hat seinen Hauptsitz in Rochester Hills. Des Weiteren befinden sich die Hauptsitze von Chrysler, Ford und General Motors alle innerhalb von 20 Minuten Fahrzeit von Rochester Hills.

## Verkehr
Die Ortschaft hat Anbindung an die Michigan State Route 59 und die Interstate 75, über die man Detroit in 30 Minuten und den Detroit Metro Airport in 45 Minuten erreicht. 

## Bildung
Rochester Hills ist Sitz des Rochester Colleges und der Campus der Oakland University befindet sich zwischen Rochester Hills und Auburn Hills, obwohl der offizielle Sitz in der Nachbarstadt Rochester liegt. Die öffentlichen Schuldistrikte in der Stadt sind Avondale School District und Rochester Community Schools.

## Demografische Daten
Laut dem United States Census 2000 lebten 68.825 Einwohner in 26.315 Haushalten und 18.973 Familien. Die Bevölkerung setzte sich aus 88,75 % Weißen, 6,76 % Asiaten und 2,42 % Schwarzen zusammen. Hispanics oder Latinos stellten 2,29 % der Bevölkerung. Das Pro-Kopf-Einkommen betrug 35.070 US-Dollar und 3,4 % der Bevölkerung lebte unter der Armutsgrenze.

## Söhne und Töchter der Stadt
- Spencer Redford (* 1983), Schauspielerin
- Haley Stevens (* 1983), Politikerin
- Brad Keselowski (* 1984), Rennfahrer
- Peter Vanderkaay (* 1984), Schwimmer
- Alec Martinez (* 1987), Eishockeyspieler